# نکسزی

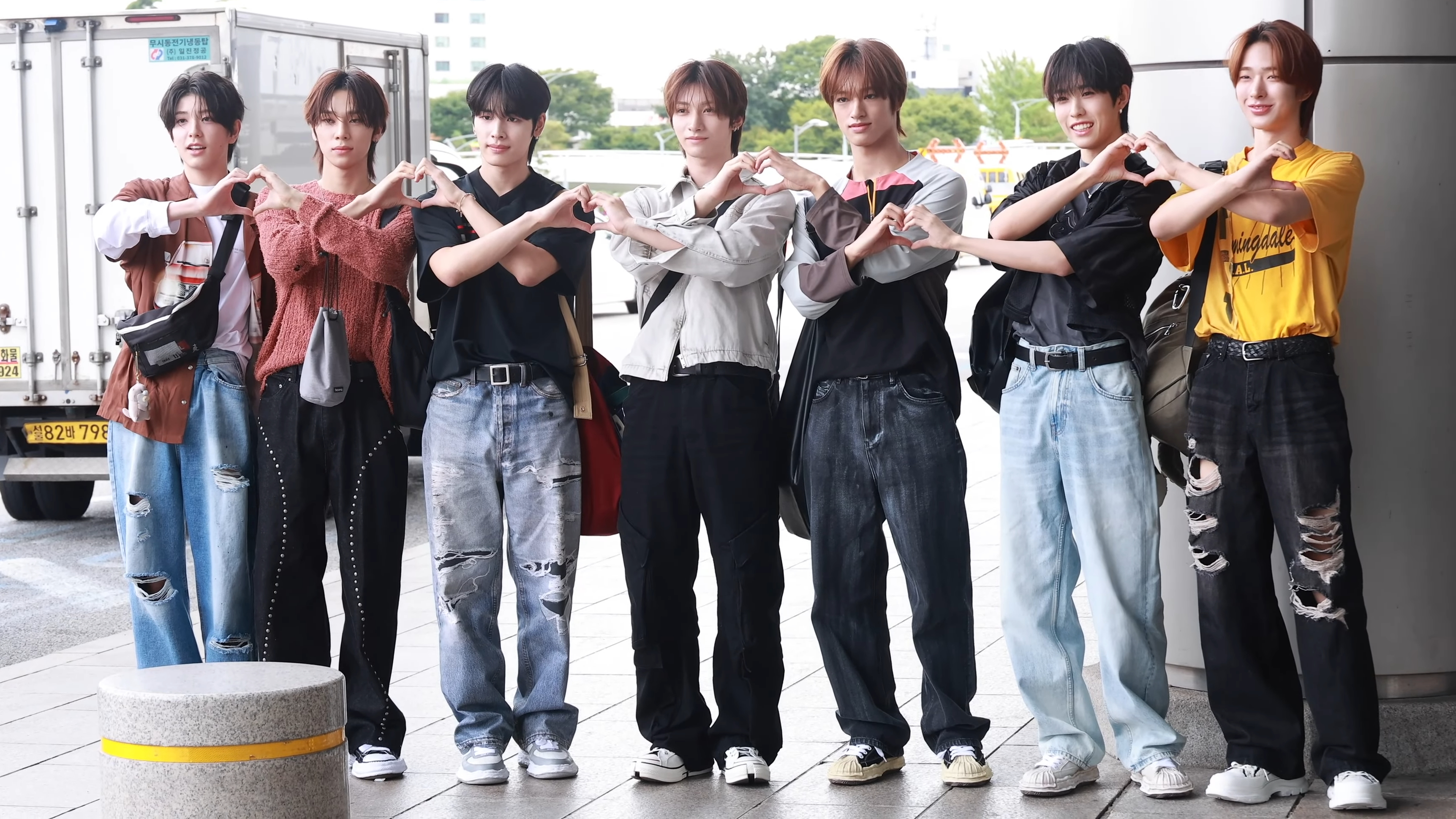

نکس‌زی (ژاپنی: ネクスジ هپبورن: Nekusuji, کره‌ای: 넥스지; لاتین‌نویسی اصلاح‌شده: Nekseuji) (انگلیسی: Nexz) گروه پسرانه ژاپنی تشکیل شده از طریق ریلتی شوی نیزی پراجکت فصل ۲ است و توسط جی‌وای‌پی انترتینمنت و سونی میوزیک انترتینمنت مدیریت می‌شود. این گروه هفت عضو دارد: یو، تومویا، هارو، سو گون، سِیتا، هیویی و یوکی. این گروه در ۲۰ مه ۲۰۲۴ با آلبوم تک‌آهنگ Ride the Vibe و تک‌آهنگ آغازین با همین نام فعالیت خود را آغاز کرد.

## نام
نام گروه شامل ترکیب واژه‌های «نکست جنریشن» (next generation) و «جنریشن زی» است و حامل پیام هدف گروه «open up the future of a new generation» است. نام فندم گروه «نکستی» (Nex2Y؛ به صورت ‎/ˈnɛks.ti/‎ تلفظ می‌شود) است.

## اعضا
- یو (ユウ)(유우)[۵]
- تومویا (トモヤ)(토모야)[۶]
- هارو (ハル)(하루)[۷]
- سو گون (ソ ゴン)(소건)[۸]
- سِیتا (セイタ)(세이타)[۹]
- هیویی (ヒュイ)(휴이)[۱۰]
- یوکی (ユウキ)(유키)[۱۱]